# Список наград и номинаций Nine Inch Nails
Nine Inch Nails — американская индастриал-рок-группа, созданная Трентом Резнором в 1988 году в городе Кливленд, штат Огайо. Как основной продюсер, певец, автор песен и музыкант, Резнор является единственным официальным участником группы и несёт единоличную ответственность за её развитие. Nine Inch Nails получили четыре награды из 27 номинаций, включая две премии «Грэмми» за песни «Wish» и «Happiness in Slavery» в 1993 и 1996 годах соответственно. Кроме того, Nine Inch Nails получили две награды Kerrang! Awards в честь общего вклада группы с 1988 года. Группа также получила девять номинаций MTV Video Music Awards за несколько своих видео, включая две номинации за клип к песне «Closer» и пять за клип к «The Perfect Drug».
Nine Inch Nails и некоторые из их релизов также получили награды и почётные звания от сообщества критиков. В 2004 году журнал Rolling Stone поместил группу на 94 место в своём списке «100 величайших исполнителей всех времён», а MTV на 12 место в списке «22 величайшие группы». Второй студийный альбом Nine Inch Nails The Downward Spiral был включён в различные списки «лучших», включая такие как 500 величайших альбомов всех времен журнала Rolling Stone и 100 величайших альбомов 1985—2005 журнала Spin.

## American Music Award
American Music Award (AMA) — одна из основных американских наград под эгидой Американского общества композиторов, авторов и издателей. Nine Inch Nails были номинированы два раза.
| Год  | Номинируемая работа | Категория                         | Результат |
| ---- | ------------------- | --------------------------------- | --------- |
| 1994 | Nine Inch Nails     | Лучший альтернативный исполнитель | Номинация |
| 1995 | Nine Inch Nails     | Лучший альтернативный исполнитель | Номинация |

## Billboard Awards

### Billboard Music Awards
Billboard Music Awards — ежегодная церемония награждения, организуемая журналом Billboard с 1990 года. Nine Inch Nails были номинированы один раз.
| Год  | Номинируемая работа | Категория                        | Результат |
| ---- | ------------------- | -------------------------------- | --------- |
| 2005 | Nine Inch Nails     | Современный рок-исполнитель года | Номинация |

### Billboard Music Video Awards
Billboard Music Video Awards спонсируется журналом Billboard. Nine Inch Nails были номинированы один раз.
| Год  | Номинируемая работа | Категория                        | Результат |
| ---- | ------------------- | -------------------------------- | --------- |
| 2000 | «Starfuckers, Inc.» | Лучший современный рок клип года | Номинация |

## Грэмми
«Грэмми» считается наиболее важной музыкальной наградой и вручается ежегодно Национальной академией искусства и науки звукозаписи. Nine Inch Nails получили две награды из тринадцати номинаций.
| Год  | Номинируемая работа                       | Категория                                                      | Результат |
| ---- | ----------------------------------------- | -------------------------------------------------------------- | --------- |
| 1993 | «Wish»                                    | Лучшее метал-исполнение                                        | Победа    |
| 1995 | The Downward Spiral                       | Лучшее альтернативное исполнение                               | Номинация |
| 1996 | «Happiness in Slavery (живое исполнение)» | Лучшее метал-исполнение                                        | Победа    |
| 1996 | «Hurt»                                    | Лучшая рок-песня                                               | Номинация |
| 1998 | «The Perfect Drug»                        | Лучшее хард-рок-исполнение                                     | Номинация |
| 2000 | The Fragile                               | Лучший альтернативный альбом                                   | Номинация |
| 2000 | «Starfuckers, Inc.»                       | Лучшее метал-исполнение                                        | Номинация |
| 2001 | «Into the Void»                           | Лучшее мужское вокальное рок-исполнение                        | Номинация |
| 2006 | «The Hand That Feeds»                     | Лучшее хард-рок-исполнение                                     | Номинация |
| 2007 | «Every Day Is Exactly the Same»           | Лучшее хард-рок-исполнение                                     | Номинация |
| 2009 | «34 Ghosts IV»                            | Лучшее инструментальное рок-исполнение                         | Номинация |
| 2009 | Ghosts I–IV                               | Лучшая упаковка коробочной или специальной ограниченной версии | Номинация |
| 2014 | Hesitation Marks                          | Лучший альтернативный альбом                                   | Номинация |

## MTV Video Music Awards
Награда MTV Video Music Awards основана в 1984 году каналом MTV, чтобы отметить топ-видео года. Nine Inch Nails были номинированы девять раз.
| Год  | Номинируемая работа | Категория                            | Результат |
| ---- | ------------------- | ------------------------------------ | --------- |
| 1993 | «Wish»              | Лучшее рок-видео                     | Номинация |
| 1994 | «Closer»            | Прорыв видео                         | Номинация |
| 1994 | «Closer»            | Лучшая работа художника-постановщика | Номинация |
| 1997 | «The Perfect Drug»  | Видео года                           | Номинация |
| 1997 | «The Perfect Drug»  | Лучшее альтернативное видео          | Номинация |
| 1997 | «The Perfect Drug»  | Лучшая режиссура                     | Номинация |
| 1997 | «The Perfect Drug»  | Лучшая операторская работа           | Номинация |
| 1997 | «The Perfect Drug»  | Лучшая художественная работа         | Номинация |
| 2000 | «Into the Void»     | Прорыв видео                         | Номинация |

## Kerrang!Awards
Kerrang! Awards — ежегодная музыкальная премия, проводимая журналом Kerrang!. Nine Inch Nails получили 2 награды.
| Год  | Номинируемая работа | Категория          | Результат |
| ---- | ------------------- | ------------------ | --------- |
| 2005 | Nine Inch Nails     | Лучший автор песен | Победа    |
| 2007 | Nine Inch Nails     | Икона Kerrang!     | Победа    |

## Разные награды и почётные звания
| Год  | Номинируемая работа   | Награда/звание                                   | Номинатор            |
| ---- | --------------------- | ------------------------------------------------ | -------------------- |
| 1998 | The Downward Spiral   | 90 величайших альбомов 90-х годов (#2)           | Alternative Press    |
| 1999 | «Closer» (видеоклип)  | 100 величайших видео, когда-либо созданных (#17) | MTV                  |
| 2000 | Nine Inch Nails       | 100 величайших исполнителей хард-рока (#43)      | VH1                  |
| 2003 | «Closer»              | 100 лучших песен за последние 25 лет (#93)       | VH1                  |
| 2003 | The Downward Spiral   | 500 величайших альбомов всех времён (#201)       | Rolling Stone        |
| 2004 | Nine Inch Nails       | 100 величайших артистов всех времен (#94)        | Rolling Stone        |
| 2004 | The Downward Spiral   | Топ 500 хэви-метал альбомов всех времен (#488)   | Мартин Попофф        |
| 2004 | The Fragile           | Топ 500 хэви-метал альбомов всех времен (#390)   | Мартин Попофф        |
| 2005 | The Downward Spiral   | 100 величайших альбомов, 1985—2005 (#25)         | Spin                 |
| 2005 | With Teeth            | 40 лучших альбомов 2005 года (#29)               | Spin                 |
| 2007 | Year Zero             | Лучшие 50 альбомов 2007 года (#21)               | Rolling Stone        |
| 2008 | The Downward Spiral   | 100 лучших альбомов с 1983 по 2008 год (#81)     | Entertainment Weekly |
| 2008 | The Slip              | Toп 50 альбомов 2008 года (#37)                  | Rolling Stone        |
| 2009 | Трент Резнор          | RS 100: Агенты перемен (#46)                     | Rolling Stone        |
| 2009 | Трент Резнор          | Исполнитель года                                 | Webby Awards         |
| 2009 | «Closer»              | Самая горячая сотня всех времен (#62)            | Triple J             |
| 2009 | «The Hand That Feeds» | Топ 500 треков 2000-х годов (#406)               | Pitchfork Media      |
| 2010 | The Downward Spiral   | 125 лучших альбомов за последние 25 лет (#10)    | Spin                 |
| 2010 | «Closer»              | Топ 200 треков 1990-х годов (#42)                | Pitchfork Media      |
| 2010 | Pretty Hate Machine   | Лучшее новое переиздание                         | Pitchfork Media      |
| 2011 | Year Zero             | 25 лучших рок-альбомов последнего десятилетия    | IGN                  |
| 2012 | Pretty Hate Machine   | Лучшие альбомы 1980-х (#50)                      | Slant Magazine       |
| 2013 | Nine Inch Nails       | 50 величайших концертных исполнителей (#17)      | Rolling Stone        |